# Dicke Titten
Dicke Titten ist ein Lied der deutschen Band Rammstein, das am 27. Mai 2022 als dritte Single und insgesamt viertes Musikvideo aus dem achten Studioalbum Zeit ausgekoppelt wurde. Der Song wurde von der Band geschrieben und zusammen mit Olsen Involtini produziert.

## Hintergrund
Anfang Mai veröffentlichte ein deutsches Online-Medium unter Verweis auf die mexikanische Fanseite Rammexicanos einen Beitrag, dass das Stück Dicke Titten wohl als viertes Lied des Albums Zeit ein Video erhält. Als Beleg wurde ein Foto in den Artikel eingebaut, welches die sechs Musiker in alpenländischen Trachten sowie sechs Frauen in Dirndln zeigt. Die Band selbst hielt sich zu diesem Zeitpunkt noch bedeckt und gab erst am 23. Mai 2022, mit zwei Tagen Vorlauf, auf ihren Social-Media-Kanälen bekannt, dass das Video am 25. Mai 2022 um 18 Uhr seine Premiere feiere.
Die Veröffentlichung in den Tonträgerformaten CD und Vinyl erfolgte am 8. bzw. 15. Juli 2022. Als zweites Stück ist eine von LaBrassBanda interpretierte Version des Liedes enthalten.
Gedreht wurde das Video im September 2021 in Ellmau mit Joern Heitmann als Regisseur.

## Musik und Text
Das US-amerikanische Onlinemagazin Loudwire fasst die Musik dahingehend knapp zusammen, dass das Lied mit der beschwingten Melodie einer Bläsergruppe beginne, bevor die für Rammstein typische Industrial-Musik zu hören sei (The intro of the original “Dicke Titten” [...] features an upbeat melody played by a horn section before it explodes into the industrial mayhem we all know [...] Rammstein for.).
Das Stück handelt von einem alleinstehenden Mann, der sich nach einer Partnerin sehnt. Als einzige relevante Eigenschaft wünscht er sich dabei große Brüste. Die Bläsersätze des Stückes wurden von Mitgliedern der Sächsischen Staatskapelle Dresden eingespielt.

## Musikvideo
Der Film zeigt zu Beginn die Mitglieder, wie sie mit einer Kuh aus einem Bergdorf namens „Rammstein“ ziehen. Sänger Till Lindemann gibt als alter Mann mit langem, grauem Bart sowie milchigen Augen den Protagonisten, der sich nach einer Frau sehnt. Die zwischenzeitlichen Szenen zeigen u. a. die Musiker und meist weibliche Nebendarsteller dabei, wie sie Holz sägen, Brot kneten, Butter stampfen, Schuhplattler tanzen und Schnaps trinken.
Auf Laut.de wird der visuelle Stil als „ländliches Heimatfilm-Ambiente“ beschrieben. Mit der Bildsprache überschreite die Band dabei nicht die NSFW-Grenze, so Loudwire.

## Rezeption

### Rezensionen
In einer Besprechung zum Album schrieb Ferdinand Meyen vom Bayerischen Rundfunk, dass das Lied mit „seinem ohrwurmtauglichen Refrain, getragen von einem ‚Lebt denn der alte Holzmichl noch‘-Blasmusik-Beat“ ein „Highlight der Platte“ sei.

### Chartplatzierungen
Dicke Titten stieg am 27. Mai 2022 auf Platz 91 in die deutschen Singlecharts ein und erreichte am 15. Juli 2022 die Höchstplatzierung auf Position 12.
| ChartsChartplatzierungen | Höchstplatzierung | Wochen |
| ------------------------ | ----------------- | ------ |
| Deutschland (GfK)        | 12 (12 Wo.)       | 12     |
| Österreich (Ö3)          | 9 (16 Wo.)        | 16     |
| Schweiz (IFPI)           | 27 (3 Wo.)        | 3      |